# Orogeneza kadomska

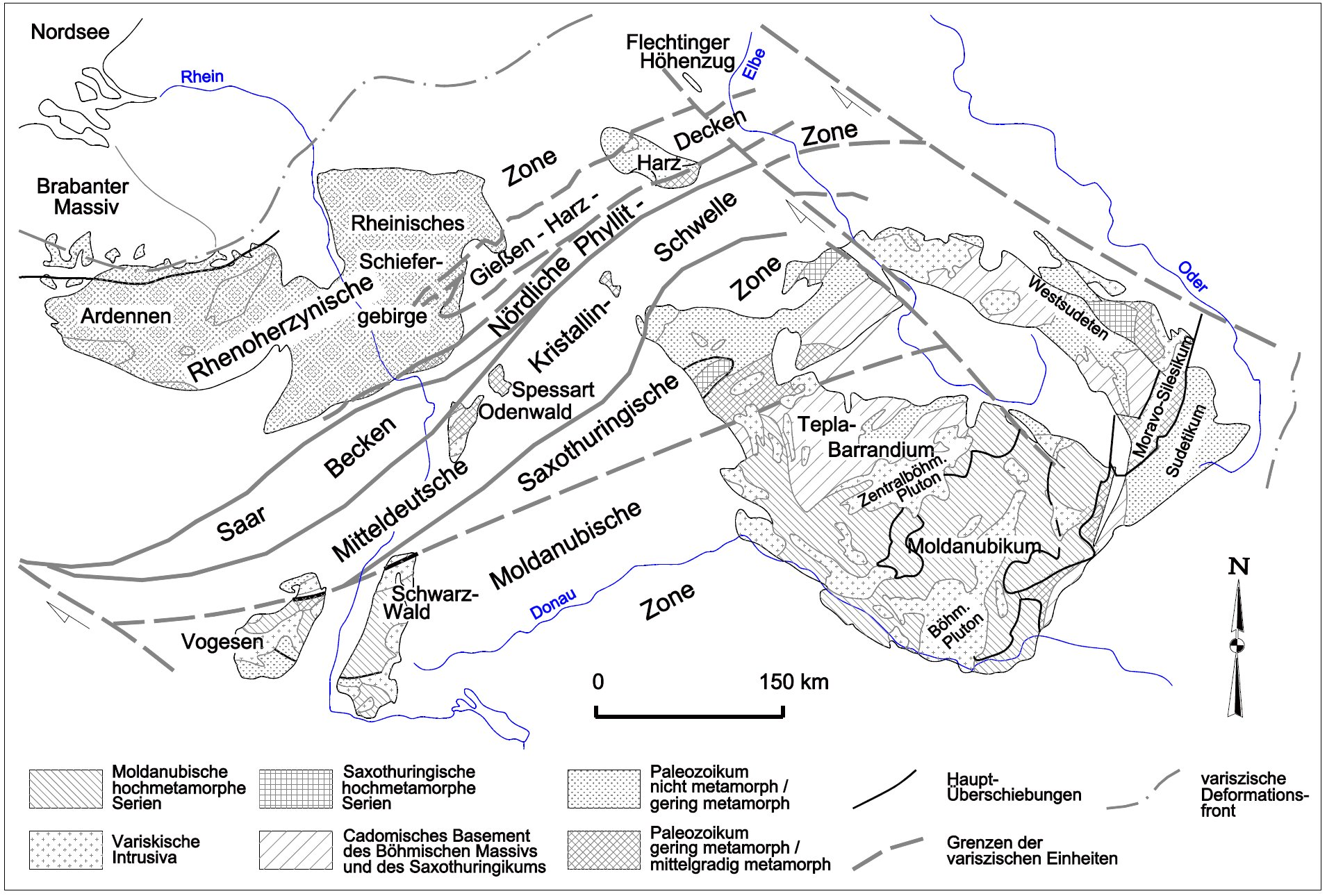
Waryscydy w środkowo-zachodniej Europie; fragmenty podłoża ukształtowanego w orogenezie kadomskiej są ukośnie kreskowane

Orogeneza kadomska (kadomijska) – ruchy górotwórcze rozpoczęte w środkowym neoproterozoiku, trwające od późnego tonu (~750 Ma) po wczesny kambr (540-530 Ma). Termin ten przeważnie bywa używany w odniesieniu do Europy środkowej i zachodniej; ruchy górotwórcze mające miejsce w tym samym okresie w Afryce są nazywane orogenezą panafrykańską, a w Azji – orogenezą bajkalską.

## Nazewnictwo
Orogeneza kadomska sensu stricto została zdefiniowana pierwotnie na podstawie niezgodności pomiędzy skałami neoproterozoicznymi a dolnopaleozoicznymi w Masywie Armorykańskim. Nazwa wywodzi się od Cadomus, łacińskiej formy nazwy miasta Caen we Francji, w pobliżu którego znajduje się typowe odsłonięcie. We współczesnej literaturze używane są także inne terminy dla określenia tej orogenezy. Termin „orogeneza awalońsko-kadomska” odnosi się do faktu, że podobne i zbieżne w czasie procesy miały miejsce w obrębie terranu Awalonii. Innym terminem określającym tę orogenezę, używanym w starszej literaturze, jest „orogeneza assyntyjska”, wywodzący się od jeziora Loch Assynt w północnej Szkocji, w pobliżu którego skały kambryjskie leżą niezgodnie na osadach lub gnejsach prekambryjskich.
W części publikacji w tym samym znaczeniu co „orogeneza kadomska” jest używany termin „orogeneza panafrykańska”; w tym samym czasie łączenie się małych bloków kontynentalnych doprowadziło do scalenia większej części dzisiejszej Afryki. Podłoże kadomskie obecne dziś w środkowej Europie ukształtowało się pierwotnie na obrzeżu kratonu zachodnioafrykańskiego.

## Przebieg
Fałdowania kadomskie miały miejsce równolegle z rozpadem superkontynentu Rodinii. Subdukcja dna mniejszych prekambryjskich oceanów doprowadziła do zderzenia bloków kontynentalnych, które utworzyły wschodnią i zachodnią część Gondwany. Wydarzeniom tym towarzyszyło wypiętrzanie gór, utworzyły się orogeny: panafrykański, bajkalski i brasiliano. Te zdarzenia prawdopodobnie tymczasowo scaliły fragmenty Rodinii, tworząc superkontynent zwany Pannocja. W trakcie jego tworzenia i istnienia, wzdłuż aktywnych krawędzi Gondwany była subdukowana litosfera oceaniczna, wskutek czego powstały orogeny peryferyjne, podobnie jak ma to obecnie miejsce np. w Andach; jednym z nich był kadomski (lub awaloński) pas fałdowy. Dowody występowania w neoproterozoiku magmatyzmu związanego z subdukcją występują m.in. w Sudetach, w metamorfiku kłodzkim.
W ediakarze, później niż ok. 570 milionów lat temu, w orogenie kadomskim w Saksoturyngii (Masyw Czeski) wystąpiło lokalne zlodowacenie. Odpowiada to zrekonstruowanej pozycji terranu w tym czasie, na wysokiej południowej szerokości geograficznej.

## Występowanie skał kadomskich
W podłożu kaledońskim i waryscyjskim w zachodniej i środkowej Europie zachowały się bloki skorupy ukształtowanej w orogenezie kadomskiej. Należą do nich zrąb Morza Irlandzkiego, podłoże Basenu Londyńskiego (Platforma Londyńska), blok górnośląski, Masyw Armorykański, Masyw Czeski i blok małopolski. Fragmenty kadomskie występują także w alpejskim pasie fałdowym. Podłoże kadomskie cechuje duża gęstość, większa niż skał sfałdowanych w orogenezie waryscyjskiej, co sprawia, że nad blokami kadomskimi mierzalna jest dodatnia anomalia siły ciężkości.